# Căianu
Căianu là một xã thuộc hạt Cluj, România. Dân số thời điểm năm 2002 là 2573 người.